# لو هولتز
لو هولتز (بالإنجليزية: Lou Holtz) هو لاعب كرة قدم أمريكية أمريكي، ولد في 6 يناير 1937 في فولانسبي في الولايات المتحدة.

## وصلات خارجية
- لو هولتز على موقع IMDb (الإنجليزية)
- لو هولتز على موقع إن إن دي بي (الإنجليزية)